# ICE Futures Europe
Die ICE Futures (früher „International Petroleum Exchange“, IPE) mit Sitz in London ist die größte Terminbörse für Optionen und Futures auf Erdöl, Erdgas und elektrische Energie in Europa. Die Börse ist Handelsplattform für die in Europa führende Ölsorte Brent.

## Geschichte
Die Gründung der „International Petroleum Exchange“ (IPE) als Non-Profit-Organisation erfolgte 1980 von 28 Unternehmen, um eine Plattform für den Handel mit Energieträgern zu schaffen. 
In den 1970er Jahren gab es zahlreiche Probleme, die durch enorme Preisschwankungen auf dem Energiemarkt entstanden. Um die Preise besser prognostizierbar zu machen, wurde die IPE gegründet. Dabei handelte es sich um eine Umverteilung der Risiken von den Anbietern zu den Unternehmen, die diese Dienstleistungen nachfragen. Die Börse kontrolliert darüber hinaus die abgeschlossenen Verträge auf ihre Einhaltung. 
Im April 2000 bekam die IPE eine Holdingstruktur. Ziel war eine Unabhängigkeit des neuen Unternehmens von den Anbietern. So sollte ein Eingreifen der IPE zu Gunsten der teilhabenden Firmen ausgeschlossen werden. 
Am 18. Juni 2001 ging die IPE Holdings Plc in den Besitz der Intercontinental Exchange (ICE) über, einer US-amerikanischen Börse, die hauptsächlich den Handel von elektrischer Energie, Erdöl, Erdgas und Emissionen von Schwefeloxiden (SOx) und Stickoxiden (NOx) betreibt. 
Am 7. April 2005 erfolgte eine Verlegung aller Warentermingeschäfte auf eine elektronische Handelsplattform. Die Umbenennung der „International Petroleum Exchange“ in „ICE Futures“ trat am 26. Oktober 2005 in Kraft.
Im April 2010 erwarb die ICE die Climate Exchange plc und mit ihr unter anderem die European Climate Exchange, die größte Terminbörse für den Emissionsrechtehandel.

## Mitgliedschaften
Sie ist Mitglied in:
- Federation of European Securities Exchanges[3]